# Kiesgrube Kröllwitz

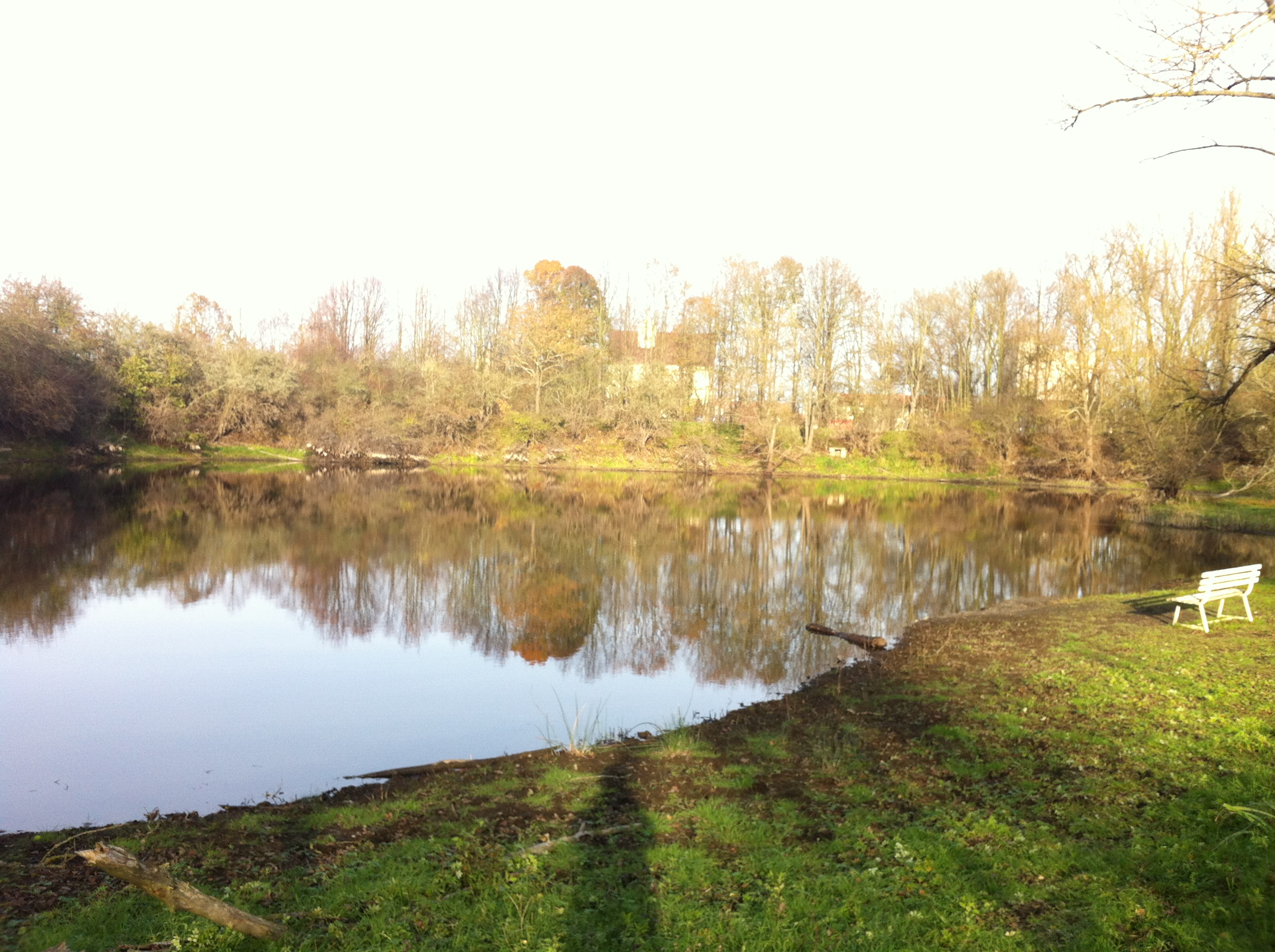
Kleiner Kiesgrubensee Kröllwitz

Als Kiesgrube Kröllwitz werden zwei Gewässer im Stadtteil Kröllwitz im Nordwesten von Halle (Saale) bezeichnet.
Die ehemalige Kiesgrube befindet sich in der unmittelbaren Nähe der Saale. Bis in die Mitte der 1960er Jahre wurde hier Kies abgebaut. Der Kies wurde für die Bautätigkeit in der Stadt Halle verwendet, es wurde aber auch Kies für den Bau des Hamburger Hafens verschifft. In den 70er Jahren wurde der Deich zur Saale durch mehrere Saalehochwasser aufgeweicht und es kam zu einem Wassereinbruch. Der Durchbruch wurde jedoch noch einmal abgedichtet.
Nach einem erneuten Wassereinbruch 1994 wurde der Durchbruch nicht wieder behoben, so dass die Kiesgruben bei Hochwasser als Überflutungsflächen dienen.
Die Gruben bildeten zwei Gewässer; der südliche größere Grubensee, der als Kiesgrube Kröllwitz bezeichnet wird, und der nördliche kleine See (Kleine Kiesgrube Kröllwitz). Der größere See ist über einen Graben zur Überleitung von Überschusswasser mit der Saale verbunden.
Die Kiesgrubenseen wurden schon immer als Angelgewässer genutzt und sind Bestandteil eines Landschaftsschutzgebietes.